# Game Boy Camera

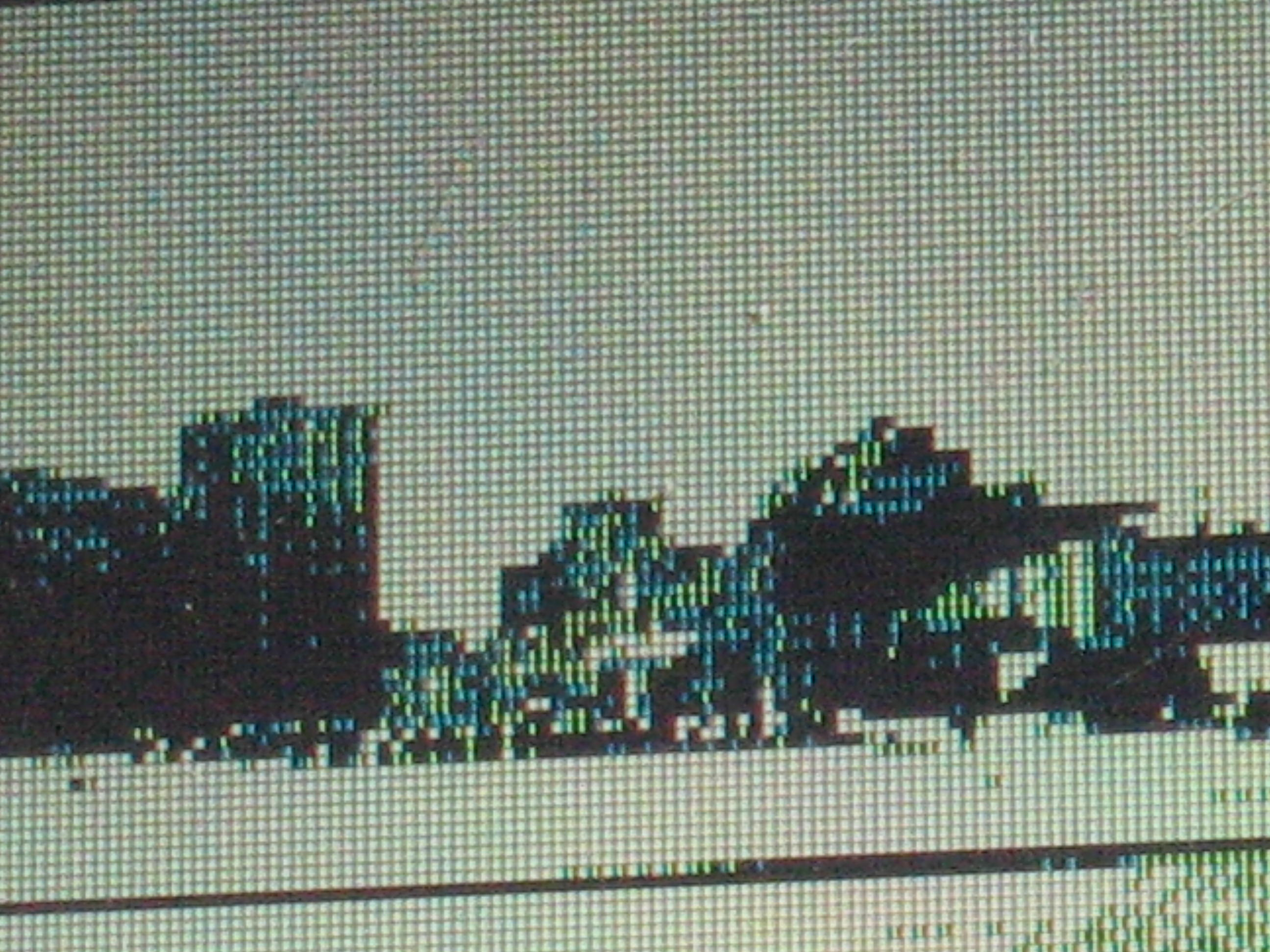
Barri de Sants, Barcelona. Des de l'estació de Barcelona-Sants

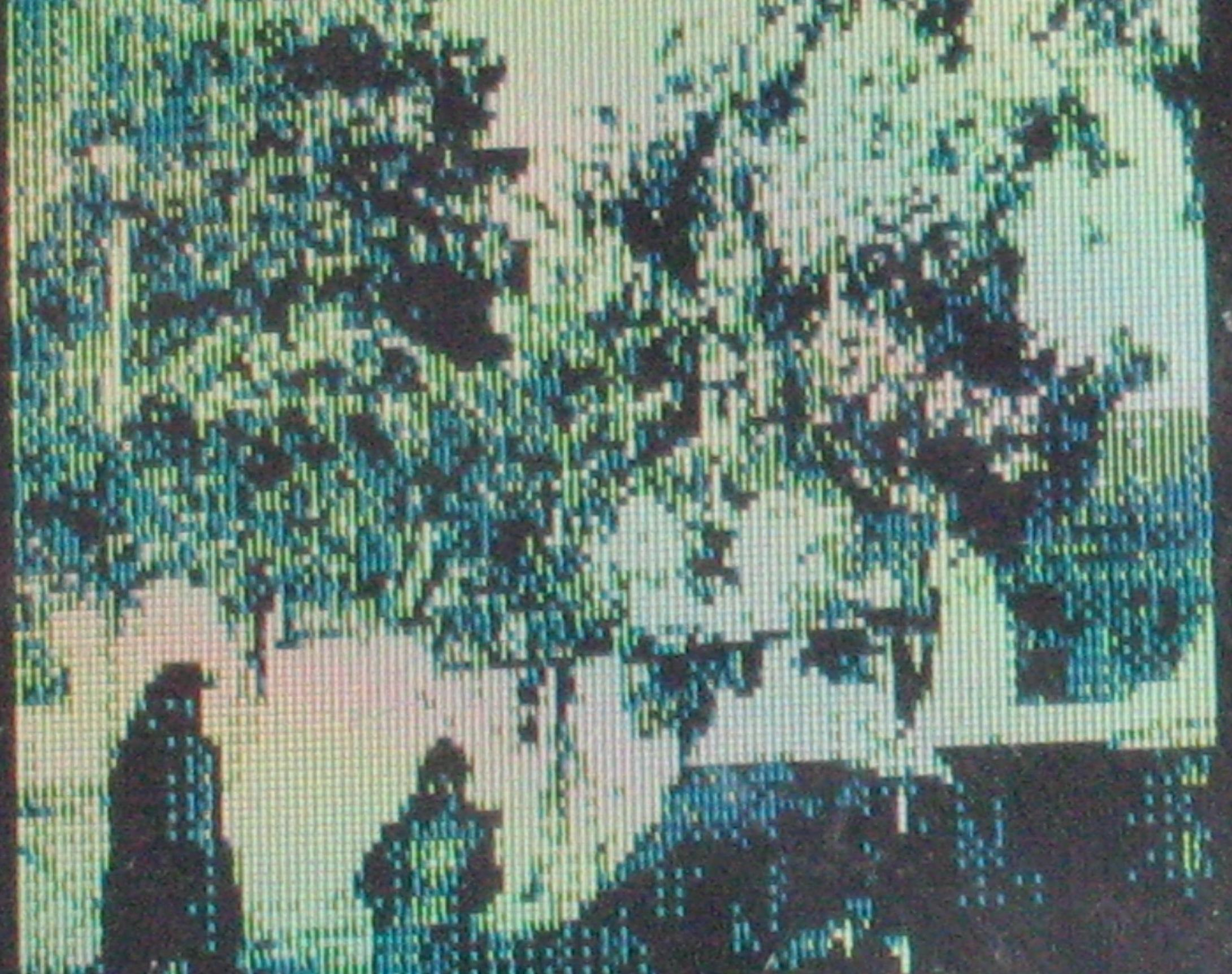
Fotografia pressa des d'un autobús en moviment.

El Game Boy Camera és un accessori compatible amb la Game Boy i tots els seus successors compatibles amb el format de cartutx de Game Boy. Va ser llançat el 21 de febrer de 1998 al Japó, l'1 de juny del mateix any a Amèrica del Nord i poc després a la zona PAL.
És capaç d'emmagatzemar fins a 30 imatges en 4 colors diferents, que en Game Boy Color són per defecte blanc, verd, blau fort i negre. Les imatges no acostumen a perdre nitidesa quan la lent està en moviment. A les imatges desades s'hi poden aplicar "stamps", és a dir, objectes de contingut extra, com ulls, nassos, Pokémon (Charmander, Bulbasaur, Squirtle, Pikachu i  Mew), personatges de Mario (Mario, Luigi i Toad entre altres), caràcters d'escriptura llatina i japonesa i els símbols de les cartes (cors, diamants, piques i trèbols).
També ofereix minijocs, edició de seqüències d'imatges, impressió mitjançant el Game Boy Printer o intercanvi d'imatges amb una altra Game Boy.